# Ракич, Джордже
Джо́рдже Ра́кич (серб. Đorđe Rakić / Ђорђе Ракић; 31 октября 1985, Крагуевац, СФРЮ) — сербский футболист, нападающий; тренер.

## Карьера

### Клубная
Ракич начал карьеру в клубе из своего родного города «Раднички», где дебютировал в основной команде в 17 лет. До 2003 года он 17 раз появлялся на поле в Первой лиге, забив при этом 11 мячей. После того, как команда вылетела по итогам сезона, Ракич перешёл в клуб высшей лиги ОФК из Белграда. Там он ни разу не вышел на поле и в 2004 вернулся в «Раднички». Он забил там 11 голов в 47 матчах, прежде чем вновь перешёл в белградский клуб в начале сезона 05/06. Там он успел выйти на поле в 40 играх и забить в них 17 раз, пока в 2007 году не перебрался в австрийский «Ред Булл».
В Австрии он дебютировал 15 сентября 2007 года в игре 10 тура против «Маттерсбурга». Свой первый гол за австрийский клуб он забил головой в игре против «Штурма» 15 декабря 2007. В сезоне 08/09 Ко Адриансе перевёл его во вторую команду, которая играла на тот момент в Первой лиге. Перед закрытием летнего трансферного окна 2008 года Ракич был арендован итальянской «Реджиной». Летом 2009 он вернулся в Зальцбург и играл в первой половине сезона во второй команде «Ред Булла», забив 10 мячей за 11 матчей. Кроме того, он появился на поле в победном для австрийцев матче розыгрыша Лиги Европы 2009/2010 против «Левски» из Софии, выйдя на замену на 75-й минуте вместо Александра Циклера.
Во время зимней паузы серб перешёл на правах аренды в клуб немецкой Второй Бундеслиги «Мюнхен 1860». До конца сезона он принял участие в 14 играх, в которых забил 3 гола. По окончании сезона немцы могли воспользоваться правом выкупа, однако не сделали этого и Ракич должен был вернуться в Зальцбург. Несмотря на это, «львы» старались его подписать, и 9 августа он заключил с ними двухгодичный контракт. В первых четырёх играх сезона 10/11 он забил четырежды. В остальных играх первого круга он постоянно выходил на поле (за исключением одного матча), однако ни разу не смог отличиться. В течение второй половины сезона он не отыграл ни одного матча целиком и потерял место в основном составе. Свой пятый гол в сезоне он забил в последнем туре.
По финансовым причинам клуб из Мюнхена хотел продать Ракича летом 2011, сам же серб хотел остаться. В 15 предсезонных товарищеских матчах он забил 25 мячей, но в официальных играх не был задействован. В игре 8 тура против «Франкфурта» он впервые в сезоне вышел на поле в официальном матче. Впоследствии до зимнего перерыва он выходил на поле в каждом матче, забив в них 3 мяча и отдав 3 голевые передачи. При этом он зачастую занимал не свою номинальную позицию в центре нападения, а играл слева в полузащите.

### В сборной
В 2006 году он был вызван в молодёжную сборную Сербии и принял участие в молодёжном чемпионате Европы среди команд до 21 года в Португалии. Сербская сборная стала там бронзовым призёром, при этом Ракич принимал участие во всех пяти играх. Ракич также выступал за сборную Сербии на пекинской Олимпиаде.

## Достижения
Црвена (Звезда)
- Чемпион Сербии: 2013/14